# Sœurs pensionnaires de l'Enfant Jésus
Les Sœurs pensionnaires de l'Enfant Jésus sont une congrégation religieuse féminine enseignante de droit pontifical.

## Histoire
La congrégation dérive des oblates du Saint Enfant Jésus, fondées en 1672 à Rome par Anna Moroni (1613-1675) et le Père Cosimo Berlinsani, des clercs réguliers de la Mère de Dieu, (1619-1694) pour l'éducation religieuse des filles des classes populaires. Le 2 novembre 1693, Giovanni Battista Beni, archidiacre de la cathédrale de San Severino, qui avait auparavant vécu à Rome où il avait été le confesseur des sœurs, fait venir dans sa ville deux oblates.
Les sœurs Margherita Teresa de Marchis et Laura Falischi, fondent une branche autonome de la communauté ; le cardinal Pier Matteo Petrucci, évêque de Jesi et visiteur apostolique de San Severino Marche, approuve l'institut le 23 octobre 1694.
Après l'unification de l'Italie et les Eversione dell'asse ecclesiastico, les sœurs sont dépouillées de leurs biens, mais ceux-ci leur sont restitués en 1900, au terme d'un long contentieux judiciaire. En 1945, avec le consentement de Ferdinando Longinotti, évêque de San Severino Marche, les sœurs se constituent en congrégation religieuse à vœux simples. L'institut est reconnu de droit pontifical le 9 novembre 1981.

## Activités et diffusion
Les sœurs se consacrent à l'enseignement, à la préparation des enfants à la première communion, à la gestion de retraite spirituelle.
Elles sont présentes en Italieet aux Philippines.
La maison-mère est à San Severino Marche. 
En 2017, la congrégation comptait 47 sœurs dans 11 maisons.